# Stjärnskvätta
Stjärnskvätta (Pogonocichla stellata) är en fågel i familjen flugsnappare inom ordningen tättingar.

## Utseende och läte
Stjärnskvättan är en vacker liten trastliknande fågel. Den är skiffergrå på huvudet med en vit fläck dels framför ögat, dels på nedre delen av strupen, båda dock ofta dolda. Ovansidan är mossgrön, på armpennorna olivgrön och handpennorna blågrå. Undersidan är orangegul. Stjärten är hos de flesta underarter svart centralt och på spetsen, men gult i övrigt. Näbben är svart och benen skära. Sången består av en dämpad och enkel serie med visslade toner. Även låga och raspiga läten kan höras, liksom en upprepas stigande och fallande serie med pipiga visslingar.

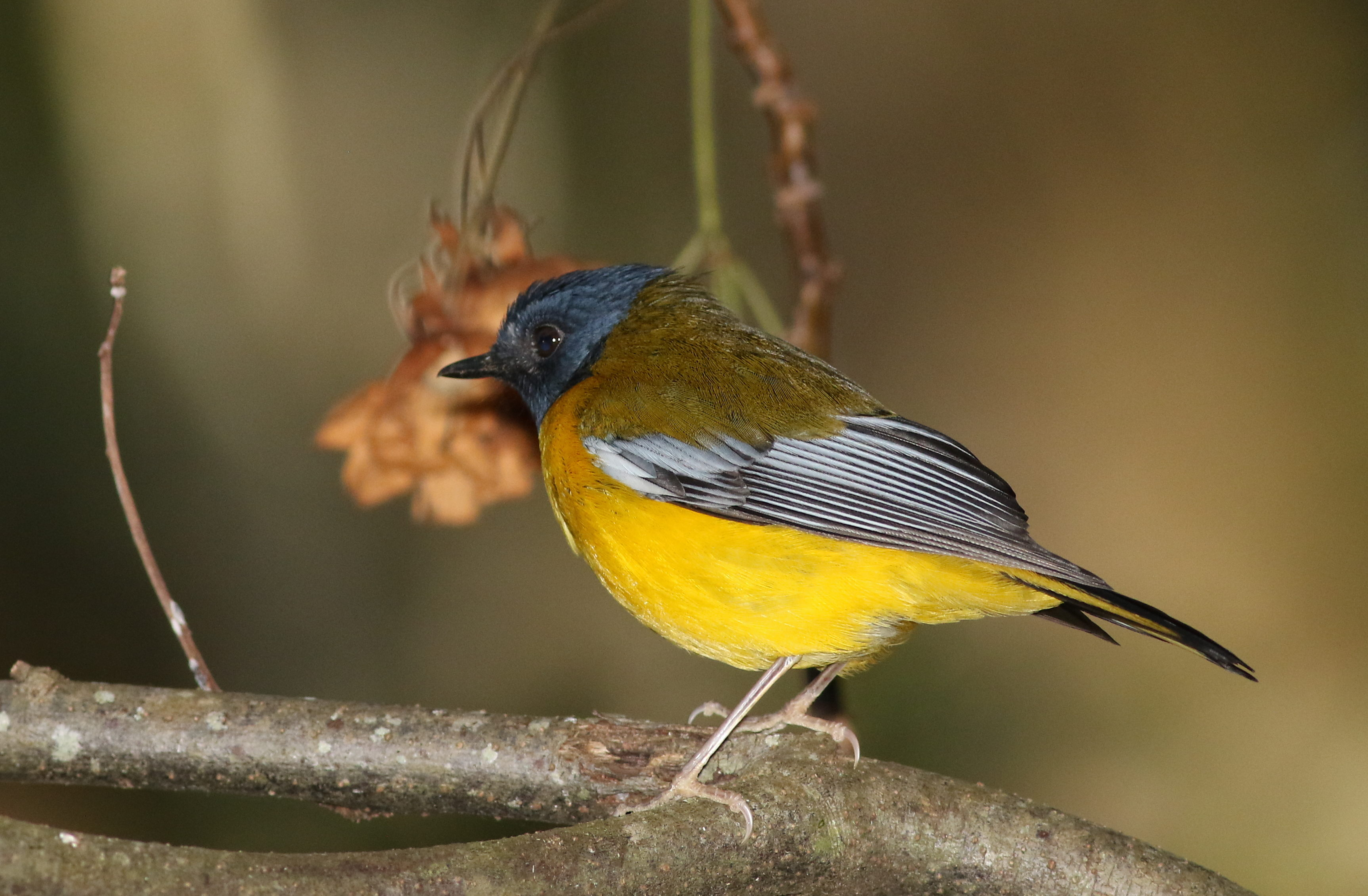
Stjärnskvätta fotograferad i Zimbabwe.

## Utbredning och systematik
Stjärnskvättan förekommer lokalt i bergstrakter i östra Afrika, från Sudan till Sydafrika. Den placeras som enda art i släktet Pogonocichla och delas in i tio underarter med följande utbredning:
- Pogonocichla stellata intensa – Sudan till Kenya och norra Tanzania
- Pogonocichla stellata ruwenzorii – nordöstra Demokratiska republiken Kongo (Kivuregionen) till sydvästra Uganda, Rwanda och Burundi
- Pogonocichla stellata guttifer – Kilimanjaro i norra Tanzania
- Pogonocichla stellata elgonensis – kring berget Mount Elgon på gränsen mellan Kenya och Uganda
- Pogonocichla stellata pallidiflava – sydöstra Sydsudan (Imatong Mountains)
- Pogonocichla stellata macarthuri – sydöstra Kenya (Chyulu Mountains)
- Pogonocichla stellata helleri – Kenya (Taita-klipporna) och Tanzania (Pare Mountains)
- Pogonocichla stellata orientalis – Tanzania till Zambia, Malawi och centrala Moçambique
- Pogonocichla stellata transvaalensis (inklusive hygrica och chirindensis) – östra Zimbabwe, nordöstra Sydafrika (Limpopo) och södra Moçambique
- Pogonocichla stellata stellata – södra och östra Sydafrika (från södra Västra Kapprovinsen till Fristatsprovinsen och KwaZulu-Natal)

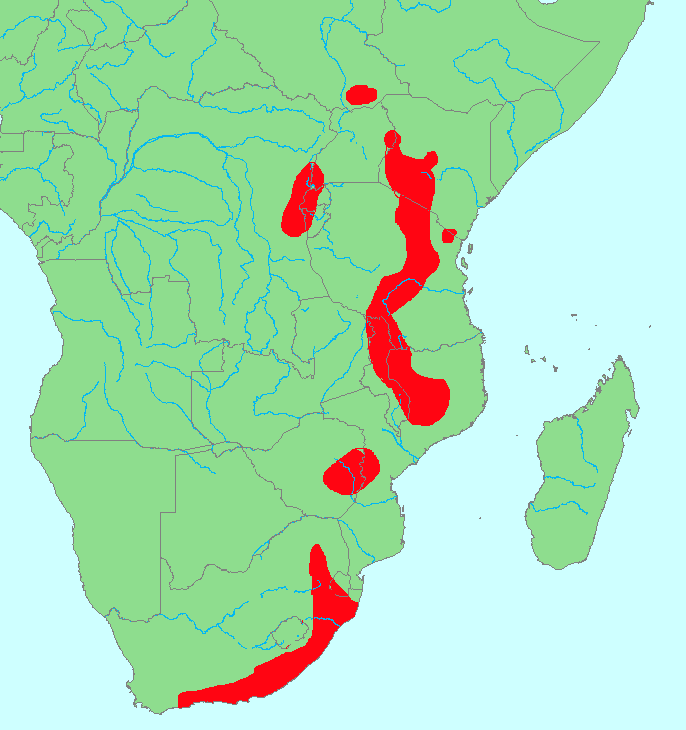
Stjärnskvättans utbredningsområde i rött.

### Familjetillhörighet
Stjärnskvätta liksom fåglar som rödhake, näktergalar, stenskvättor, rödstjärtar och buskskvättor behandlades tidigare som en trastar (Turdidae), men genetiska studier visar att den tillhör familjen flugsnappare (Muscicapidae).

## Levnadssätt
Stjärnskvättan hittas i undervegetation i fuktiga skogar, utanför Sydafrika enbart i bergsskogar. Den är en skygg och tillbakadragen fågel som oftast upptäcks på lätet.

## Status och hot
Arten har ett stort utbredningsområde, men tros minska i antal, dock inte tillräckligt kraftigt för att den ska betraktas som hotad. Internationella naturvårdsunionen IUCN listar arten som livskraftig (LC).